# Juan Fernández (capitán)
El capitán Juan Fernández fue un marino español destacado en el sur de Chile y Argentina. 

## Biografía

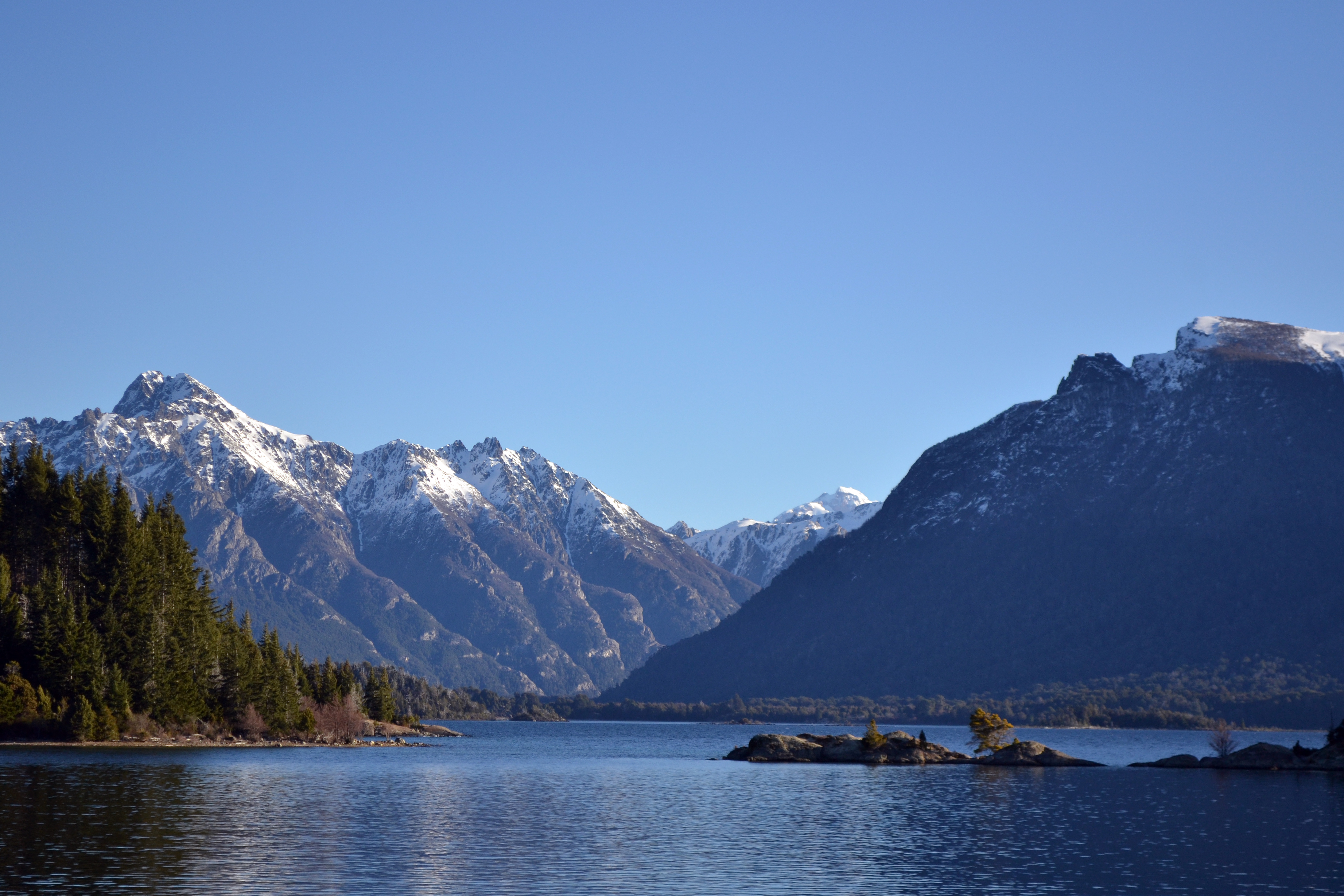
El Lago Nahuel Huapi.

En 1620 Juan Fernández descubrió, en una expedición por tierra, varios lagos entre el Nahuel-Huapi y el Lago Puelo, en la región patagónica de la actual República Argentina.
Este navegante había ofrecido al Rey de España su concurso personal y pecuniario para organizar una expedición en búsqueda de la mítica Ciudad de los Césares, y asimismo tratar de ubicar a los sobrevivientes de las expediciones de Pedro Sarmiento de Gamboa y la organizada por el obispo de Plasencia, Gutierre de Vargas Carvajal, que se habían perdido tiempo atrás en la zona del Estrecho de Magallanes.
Se supone que las intenciones primarias de Juan Fernández eran el hallazgo de las riquezas y tesoros de aquella famosa leyenda, y la búsqueda de los sobrevivientes un mero pretexto, a fin de convencer al Rey para que avalase su proyecto.
No se debe confundir con su homónimo, el también marino y capitán español Juan Fernández, natural de Cartagena, descubridor de las islas que llevan su mismo nombre, quien falleció poco antes de finalizar el siglo XVI.